# モーター (競艇)

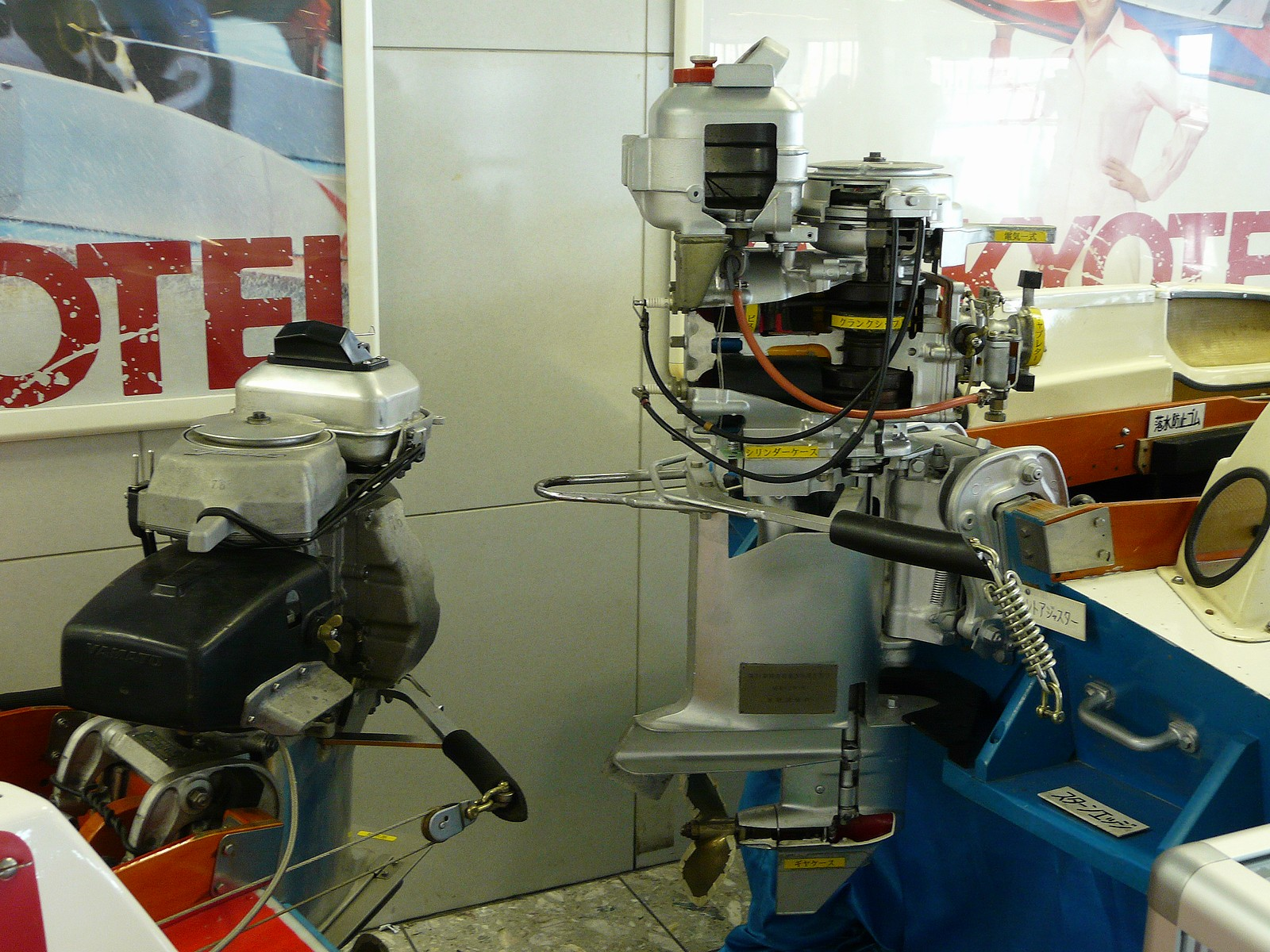
競艇用のモーター

本項では、競艇（ボートレース）で使用されるモーターについて記述する。

## 概要
競艇で使用される「モーター」は、実際には直列2気筒2サイクルのレシプロエンジンを用いた船外機である。エンジンの下部にあるプロペラシャフトに取り付けられたプロペラ（スクリュープロペラ）が回転することで推進力を得る。
冷却水は排気口のそばに開けられた穴（ウォーターインテーク）から取り入れられ、シリンダーケース及びエキゾーストフランジを経由してエンジンを冷却し、最終的にウォーターニップルから排出される。ただ冬季（原則として11月 - 4月）の間は、キャブレターの凍結防止のため温水パイプが取り付けられ、エンジンからの熱を持った冷却水の一部がキャブレター内部を通るようになる。
燃料タンクは約2.3リットル。2サイクルエンジンのため、燃料はガソリンとエンジンオイルを混合したものを使用する。排気は水中に出されることになるが、オイルは生分解性のものを使用することで水質が悪化しないよう配慮している。また2025年5月より二酸化炭素（CO2）排出量の削減を主な目的として、ガソリンにエタノールを30%配合した、いわゆる「E30」燃料がびわこ競艇場と大村競艇場において試験導入される。E30燃料の導入により約12 - 15%ほどの削減が見込まれるという。当初は7月までの予定だが、問題がなければ8月以降も継続使用するほか、他の競艇場も順次E30燃料を導入する方針としている。

### 日本
2020年現在は、日本国内の全競艇場でヤマト発動機製の水冷ガソリンエンジンが採用されている（ワンメイク）。以前は競艇場によって多少諸元が異なるエンジンが使われるケースもあったが、2015年からは出力低減型の「331型」（排気量396.9cc、出力約23.5kW（31PS））に統一された。モーターの価格は1台につき約60万円。ただし競技用という性質上バックギアなどが搭載されておらず、一般の船舶への搭載が認められていないため、一般への販売は行っていない。
競艇の競走実施業務規程上、モーターの使用期限は登録から1年間と定められており、各競艇場は年に一度モーターを新しいものと交換する必要がある（交換時期は競艇場により異なる）。新モーターの納入時は、必ず試運転並びに性能検査で所定の性能を満たしているかどうかを確認するが、この際は当該競艇場をホームプールとする選手だけでなく競艇場所属の整備員・検査員も加わり、交代で試運転を行う。なおモーターは開催期間を経るごとに残す成績に差が出てくるため、競走成績が伴わないものについてはレースの非開催日に整備員による中間整備が施されたり、使用期限を待たずに廃棄されたりすることもある。また競走成績を平準化するため、あえて成績上位のモーターを使用せず、主に成績下位機が出走時の抽選対象となる「低調機シリーズ」という開催が組まれることも少なくない。
使用期限を経過したモーターは、成績上位の機体は翌年に使用されるモーターの整備用として部品取りに転用され、それに次ぐ成績だったものは各競艇場の練習用として使用されることが多いが、記録的な好成績を収めた機体は転用されずに展示保存されることもある。なお、住之江競艇場で使用されたものは日本モーターボート選手会常設訓練所の練習用としても転用されている。

### 韓国
韓国（渼沙里漕艇競技場）では、韓国国内で開発・製造された独自のエンジン（排気量429cc、出力約32PS）が使用される。

## 歴史
競艇の開始当初は、競艇場によって異なるメーカーのモーター（エンジン）が使用されていたほか、同一の競艇場でもレースによって複数種類のモーターを使い分けていた。競艇発祥の地となった大村競艇場ではキヌタ内燃機製作所の「キヌタモーター」が使われていたほか、昭和20 - 30年代には他にミクロ製作所（後の日本モーターボート）の「ミクロモーター」、国際競艇興業（ヤマト発動機の前身の一つ）の「ヤマトモーター」、アメリカ製の「エビンルート」「マーキュリー」などが使われた記録が残っている。
オートレースの競走車のように「選手がボートやモーターを所有する」、あるいは「スポンサーが所有し、広告を掲載して走らせる」形態も検討されていたが、実際に競走を始めようとするとボートやモーターの所有に手を挙げる人間が現れず、やむを得ず「施行者がボートやモーターを用意して選手に貸し出す」という形態が取られるようになった。1955年頃には実際に選手がモーターを所有する「持ちエンジン制」も試験導入されたが、選手側からの「割に合わない」との不評が多く、半年ほどで元に戻されている。
モーターの整備についても、当初はルールらしいルールもなく、選手が勝手に「ガスケットの鋼板を抜いて石綿だけで走った」「内部をヤスリやペーパーで削ったりした」という話が残っている。燃料も選手が自由に入れられたため、中にはエンジンオイル抜きで「ガソリンもしくはシンナーだけで走った」選手もいたという。このような選手による無茶な改造により、それらが原因のトラブルも相次いだため、徐々に整備に関する規制は強化され、最終的に「モーターの整備は各競艇場に所属する整備士が行う」形に落ち着き、選手は整備士に要望を出す程度の関与しか行えなくなった。
1960年代になるとレースの高速化を求めるファンの声が強くなったため、それを受けて日本船舶振興会（現・日本財団）では日本国外の船外機メーカー製のエンジンを導入することを検討。最終的にドイツのケーニッヒ製エンジンがベースに選ばれ、1965年（昭和40年）には競艇用に改良を受けたケーニッヒモーターが競走にデビュー。一方でケーニッヒの日本における代理店となった日本ケーニッヒモーター（後の富士モーターボート）では独自のエンジン開発も並行して行われ、1967年に「フジ」型モーターとして競走デビューを果たした。さらに富士モーターボートとヤマト発動機の合弁会社として設立された「ワールドモーターボート」が開発した「ワールド80モーター」も競走で使用されている。
その後、選手のモチベーション向上などを目的に、1986 - 1987年にかけて選手が自らモーターを整備する「新整備方式」が競艇場単位で順次導入された。これに伴いモーターの仕様を極力似たものとする必要に迫られた結果、ヤマト発動機以外のメーカーのモーターは事実上駆逐され、現在のようなワンメイク状態に至っている。

## 備考
1990年代には、プロペラ推進の代わりにウォータージェット推進を導入したモーターや、自動車用エンジンにおけるナイトラス・オキサイド・システム（NOS）に相当する急加速装置を搭載したモーター、プロペラを可変ピッチ化できるようにしたモーターなども試作されたが、いずれも実戦投入には至らずに終わっている。なおこれらの試作モーターはボートレーサー養成所の展示ホールにて歴代のモーターと並んで展示されている。